# Maia (estrella)
Maia (20 Tauri / HD 23408 / HR 1149) es una estrella que forma parte del cúmulo abierto de las Pléyades en la constelación de Tauro. Su magnitud aparente es +3,87 y se encuentra a unos 440 años luz de distancia. Es la cuarta más brillante de las Pléyades, después de Alcíone (25 Tauri), Atlas (27 Tauri) y Electra (17 Tauri). Maia es el nombre de una de las siete hijas míticas de Atlas y Pléyone.
Maia es una gigante blanco-azulada de tipo espectral B8III. Irradia 660 veces más energía que el Sol desde su caliente superficie a unos 12.600 K de temperatura. Su radio, 5,5 veces mayor que el radio solar, la convierte en una verdadera estrella gigante, si bien estas gigantes azules nunca llegan a ser tan grandes como las gigantes rojas o anaranjadas, tipificadas por la cercana Aldebarán (α Tauri).
Como otras estrellas de las Pléyades, Maia está rodeada por una nebulosa de reflexión, nube de polvo y gas que rodea a las estrellas más brillantes del cúmulo. Por otra parte, la velocidad de rotación de Maia es baja, haciendo que algunos elementos químicos se sumerjan en su interior por acción de la gravedad, mientras que otros son llevados a la superficie por radiación, lo que la convierte en una estrella de mercurio-manganeso.
En el pasado, el astrónomo Otto Struve sugirió que Maia era una estrella variable, con un período de pocas horas. Pasó a ser el prototipo de las denominadas «variables Maia», en donde estaba incluida Pherkad (γ Ursae Minoris). Actualmente la clase está desechada, ya que Maia y el resto de las estrellas que formaban el grupo no son variables en absoluto.